# Sint-Vulmarkerk

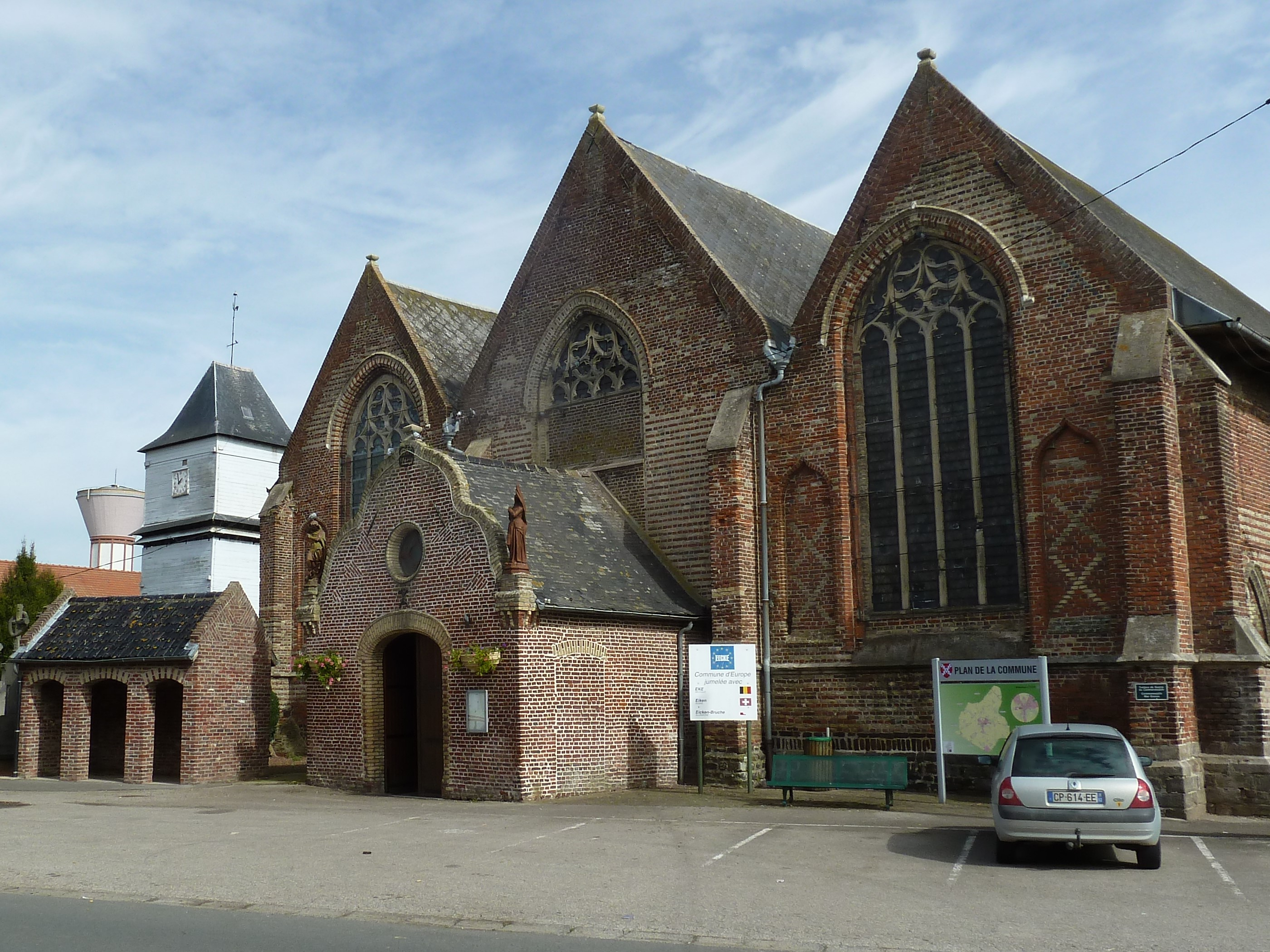
Sint-Vulmarkerk met portaal en klockhuys

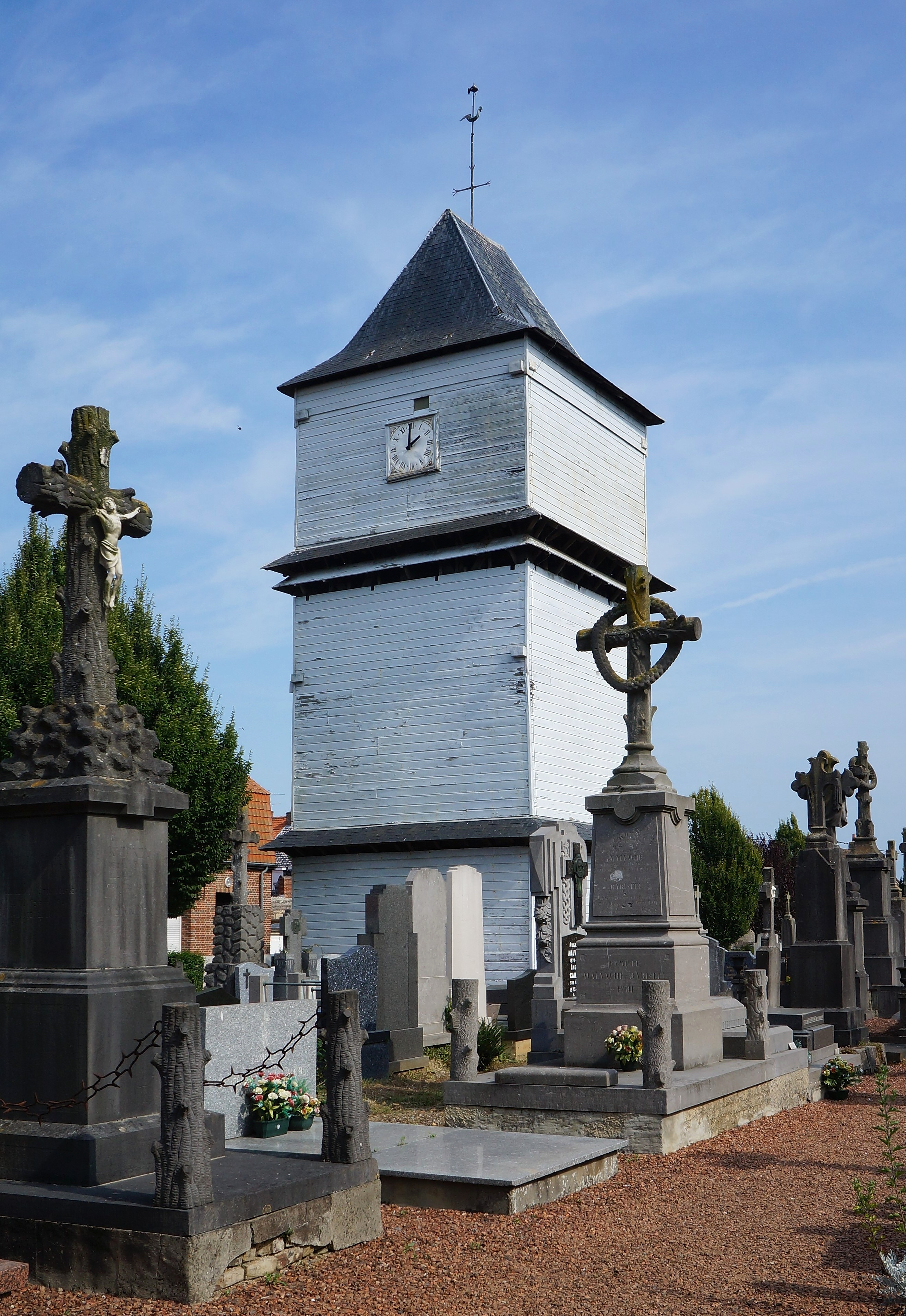
Het Klockhuys

De Sint-Vulmarkerk (Frans: Église Saint-Wulmar) is de parochiekerk van de gemeente Eke in het Franse Noorderdepartement. Deze kerk is gewijd aan Vulmar van Hautmont.

## Geschiedenis
Reeds in 1214 was er een romaans kerkgebouw, opgetrokken in ijzerzandsteen, waarvan nog enkele muurresten aanwezig zijn.
Omstreeks 1600 werd een laatgotische hallenkerk opgetrokken en in 1714 werd deze herbouwd en vergroot. Omstreeks 1780 werd de kerk opnieuw vergroot en werd een portaal toegevoegd.
In 1659 stortte de kerktoren in, en de klokken werden ondergebracht in een houten klockhuys dat in 1661-1662 werd gebouwd en een losstaande klokkenstoel is in de vorm van een vierkant torentje. Na 1783 werd dit klockhuys nog opgeknapt. Het is een van de twee nog aanwezige dergelijke karakteristieke gebouwtjes in Frans-Vlaanderen.

## Gebouw
Het betreft een driebeukig bakstenen kerkgebouw zonder toren, met een portaal dat een sierlijk in- en uitgezwenkt geveltje bezit. Los van de kerk staat een houten klokkentorentje, het klockhuys, waarin zich twee klokken bevinden. Dit heeft drie verdiepingen: de hal, de klokkenverdieping en de uurwerkverdieping.

## Interieur
Het doopvont is 16e-eeuws. De preekstoel en het koorgestoelte dateren uit de 17e eeuw. De biechtstoelen zijn in het 18e-eeuws wandbeschot ingewerkt. Ook de zijaltaren zijn 18e-eeuws. Sint-Dorothea wordt hier vereerd, er is een Dorothea-altaar.